# ميل مي-52
ميل مي-52 هي مشروع مروحية ذات نفع وأربع مقاعد من سنة 1990. ولديها نستختين مخطط لهما. وُضع فيها محرك فاز-4265 تربو مع توأمين من نفس النوع.